# Brejões
Brejões är en kommun i Brasilien.   Den ligger i delstaten Bahia, i den östra delen av landet, 900 km öster om huvudstaden Brasília. Antalet invånare är 14 282.
Omgivningarna runt Brejões är en mosaik av jordbruksmark och naturlig växtlighet. Runt Brejões är det glesbefolkat, med 13 invånare per kvadratkilometer.